# سلست باکینگهام
سلست ریزوانا باکینگهام (متولد ۳ مه ۱۹۹۵)خواننده، ترانه سرا، بازیگر و نویسندهٔ اهل کشور اسلواکی با تبار سوئیسی، آمریکایی است. همچنین وی به چند زبان مختلف مسلط است.
وی در یکی از مصاحبه‌هایش می‌گوید: «من غریبه‌ای هستم که مدتی طولانی را در اسلواکی زندگی کرد و زبان محلی را یاد گرفت. این زبان را با لهجهٔ خوب حرف می‌زنم هرچند هنوز اشتباهاتی در دستور زبان دارم. وقتی پدر و مادرم مرا در مهد کودک گذاشتند به طور کلی نمی‌توانستم به زبان اسلواکی حرف بزنم. برایم خیلی سخت بود و هنوز یادم هست که بچه‌ها به من می‌خندیدند. اما در نهایت به این مشکل فائق آمدم...»
(تاریخ نقل قول:۲۹ اوت ۲۰۱۲)
با کینگهام در شهر زوریخ متولد شد از والدینی با پیشینهٔ فرهنگی متفاوت. پدرش، توماس، یک آمریکایی با نژاد ایرلندی، بریتانیایی بود. مادرش، زرین، از تبار روسی، ایرانی بود. گذشته از اینها خود سلست شهروند سوئیس محسوب می‌شود اما اوایل کودکی خود را در آلاسکا گذرانده است.